# Gibbaeum molle
Gibbaeum molle är en isörtsväxtart som beskrevs av Nicholas Edward Brown. Gibbaeum molle ingår i släktet Gibbaeum och familjen isörtsväxter. Inga underarter finns listade i Catalogue of Life.